# アンサンブル・キャスト
アンサンブル・キャスト（英語: ensemble cast）は、映画やテレビドラマなどで、特定の主役を設けず、役割が同じ複数の主要な俳優で構成するキャスティングである。
このようなキャスティングで、複数のストーリーラインが並行的に展開される映画はアンサンブル映画（またはアンサンブル・フィルム）と呼ばれ、2000年代以降はハイパーリンク映画などの用語で説明されることもある。
また、群像劇（ぐんぞうげき）や群集劇（ぐんしゅうげき）も、主役を設けずに複数の登場人物を登場させる点で、アンサンブル映画と同義または類似する物語形式の用語として説明される。本記事では群像劇・群集劇についても解説する。

## 構造
アンサンブル・キャストは、ただ一人の主人公を中心にしてストーリーを展開する最もポピュラーな映画の形式とは対照的に、「集合性とコミュニティ」の意義を強調している。それぞれの登場人物の役割の重要度は等しく、通常はほぼ同じくらいの出演時間が割り当てられる。アンサンブル映画は、このようなキャスティング方法により、多くの俳優を使って複数のストーリーラインを並行的に描いている。その代表的な例は「アンサンブル映画の巨匠」と呼ばれるロバート・アルトマン監督の『ナッシュビル』（1975年）や『ショート・カッツ』（1993年）であり、これらの作品でも特に中心となる主人公を設けず、複数の登場人物が織りなす人間ドラマを描いている。
映画におけるアンサンブル・キャストは、D・W・グリフィス監督のサイレントの叙事詩的映画『イントレランス』（1916年）で早くも導入されている。この作品は不寛容という共通のテーマを持つ、4つの異なる時代の登場人物のプロットを並行的に描いている。共通する場所や出来事、もしくはテーマなどによって、複数の登場人物の物語を結び付け、映画内のプロットラインとキャラクターアークに統一感をもたらすことは、映画でのアンサンブル・キャストの重要な特徴である。その例としては、『ナッシュビル』のナッシュビル（場所）、『アモーレス・ペロス』（2000年）の交通事故（出来事）、『マグノリア』（1999年）のテレビ番組（すべての主要人物がこの番組と何らかの形で関係している）が挙げられる。
アンサンブル・キャストを特徴とする映画は、登場人物がお互いに見知らぬ人であっても、登場人物がお互いにつながっていることを強調する傾向がある。それは六次の隔たりの理論によって観客に示されることが多く、認知マッピング（認知地図）を使ってプロットラインをナビゲートすることができる。六次の隔たりでアンサンブル・キャストの映画であることが明らかになるこの方法の例は、『ラブ・アクチュアリー』（2003年）、『クラッシュ』（2004年）、『バベル』（2006年）などの作品に見られる。これらの作品はすべて、各映画を統一するプロット内に強力で基礎となるテーマが織り交ぜられている。
『アベンジャーズ』（2012年）、『X-メン』（2000年）、『ジャスティス・リーグ』（2017年）は、スーパーヒーロー映画におけるアンサンブル・キャストの3つの例である。『アベンジャーズ』では、それぞれのキャラクターが物語の中で同等の重要性を持ち、アンサンブル・キャストのバランスをうまく取っているため、単一の中心となる主人公を設ける必要がない。アンサンブル・キャストのメンバーは、「リアリティから離れるわけでもなく、お互いを引き立て合う」ため、自己言及的な演技はこのバランスを作るうえで重要な要素となる。
アンサンブル・キャストは、異なるエピソードの異なるキャラクターに焦点を当てるなど、ストーリーを作る作家に柔軟性を与えることができ、また主要キャストがシリーズから離脱してもプロットへのダメージが少ないという利点もあることから、テレビシリーズでもよく用いられている。アンサンブル・キャストのテレビシリーズの主な例としては、アメリカのシットコムの『ゴールデン・ガールズ』（1985年 - 1992年）や『フレンズ』（1994年）、SFミステリードラマの『LOST』（2004年 - 2010年）が挙げられる。20人以上の俳優によるアンサンブル・キャストは、アンサンブルの登場人物の開発に大きく依存するジャンルであるメロドラマでは一般的であるが、シリーズが進むにつれてキャストを継続的に拡大する必要があり、『ジェネラル・ホスピタル』（1963年 - ）、『デイズ・オブ・アワ・ライブス』（1965年 - ）、『ザ・ボールド・アンド・ザ・ビューティフル』（1987年 - ）などのシリーズは何十年も放送され続けている。アンサンブル・キャストによるテレビドラマの成功例は、エミー賞を受賞したHBOのファンタジー・シリーズ『ゲーム・オブ・スローンズ』（2011年 - 2019年）である。このシリーズは主要人物が死ぬことで知られ、アンサンブル内で絶え間ない変化をもたらしている。

## 類似・関連する用語
2000年代以降の映画批評家は、アンサンブル映画やそれと関連する形式を説明するために、ハイパーリンク映画やフラクタル映画などの用語を提唱した。
ハイパーリンク映画
2005年にアリッサ・クォートは、複雑または多重線形の物語構造を特徴とする映画を「ハイパーリンク映画」と呼び、その要素のひとつとして、複数の登場人物のストーリーが織り交ぜられていることを挙げている。ロジャー・イーバートも、ハイパーリンク映画は登場人物が別々の物語に存在する映画で、それらの異なる物語の登場人物間のつながりは観客に徐々に明かされると説明しており、その例として『ナッシュビル』や『ショート・カッツ』、『シリアナ』（2005年）などを挙げている。
フラクタル映画
2005年にウェンディ・エベレットは、カオス理論の原則に沿って、それぞれの物語が完全にランダムでありながら、「複雑さ、同時性、暴力的な遭遇によって構造化」された1990年代から2000年代の欧米映画を「フラクタル映画」と呼んだ。エベレットは、一見すると無関係なストーリーが交差し、「ランダムで不安定で、予測できない方法」で相互に作用する点で、『ショート・カッツ』『マグノリア』などの作品をフラクタル映画の例に挙げている。
次の用語は、アンサンブル映画とほぼ同義または類似する用語として説明されている。
群像劇
『現代映画用語事典』は、群像劇を「複数の登場人物のエピソードが交互に展開する」手法と説明している。文芸評論家の榎本秋は、「絶対的な主人公キャラクターがいない、複数の主人公格キャラクターが相互に絡み合って深みのある物語を展開する」タイプの物語形式であると説明している。映画研究者の桑原圭裕は、アンサンブル映画は一般的には群像劇に大別されると指摘している。
群集劇
群集劇は群像劇の類義語で、アンサンブル・キャストのように主役を設けず、不特定多数の登場人物で物語を展開する劇のことを指す。その例としては、ゲアハルト・ハウプトマンの戯曲『織工』（1892年）が挙げられる。
そのほかのアンサンブル・キャストと関連する用語は次の通り。
グランド・ホテル形式
ホテルや船などの特定の場所を舞台にして、アンサンブル・キャストのように特定の主人公を設けず、その場所に出入りしたり集まったりする複数の人々の人間模様を並行的に描く、群像劇による物語形式は「グランド・ホテル形式」と呼ばれる。
メリ・ゴオ・ラウンド方式
田中西二郎は、ある関わり合いを持った複数の同格の登場人物が、それぞれあまり絡み合うことなく、交互に並行的に物語が進んでいく構成を、これと同じ試みをしたサマセット・モームの小説『The Merry-go-round』にちなんで、「メリ・ゴオ・ラウンド方式」と呼んでいる。この方式の主な作品には、三島由紀夫の『鏡子の家』（1959年）や、深沢七郎の『東京のプリンスたち』（1959年）が挙げられる。

## 主なアンサンブル・キャストの作品

### 映画
- イントレランス（1916年、D・W・グリフィス監督）[7]
- グランド・ホテル（1932年、エドマンド・グールディング監督）[26]
- 晩餐八時（1933年、ジョージ・キューカー監督）[27]
- ナッシュビル（1975年、ロバート・アルトマン監督）[4]
- ウエディング（1978年、ロバート・アルトマン監督）[6]
- わが街（1991年、ローレンス・カスダン監督）[7]
- ショート・カッツ（1993年、ロバート・アルトマン監督）[4]
- マグノリア（1999年、ポール・トーマス・アンダーソン監督）[7]
- アモーレス・ペロス（2000年、アレハンドロ・ゴンサレス・イニャリトゥ監督）[7]
- X-メン（2000年、ブライアン・シンガー監督）[10]
- トラフィック（2000年、スティーヴン・ソダーバーグ監督）[6]
- ショコラ（2000年、ラッセ・ハルストレム監督）[6]
- ゴスフォード・パーク（2001年、ロバート・アルトマン監督）[28]
- めぐりあう時間たち（2002年、スティーブン・ダルドリー監督）[7]
- 21グラム（2003年、アレハンドロ・ゴンサレス・イニャリトゥ監督）[7]
- ラブ・アクチュアリー（2003年、リチャード・カーティス監督）[7]
- クラッシュ（2004年、ポール・ハギス監督）[7]
- バベル（2006年、アレハンドロ・ゴンサレス・イニャリトゥ監督）[7]
- バレンタインデー（2010年、ゲイリー・マーシャル監督）[29]
- アベンジャーズ（2012年、ジョス・ウェドン監督）[10]
- サード・パーソン（2013年、ポール・ハギス監督）[3]
- ジャスティス・リーグ（2017年、ザック・スナイダー監督）[10]